# Salvatore Maira
Salvatore Maira (né le 20 septembre 1947 à San Cataldo, dans la province de Caltanissetta, en Sicile) est un réalisateur italien.

## Filmographie partielle
- 1983 : Favoriti e vincenti (it)
- 1991 : Riflessi in un cielo scuro
- 1993 : Donne in un giorno di festa
- 1999 : Amor nello specchio
- 2001 : Un altro mondo è possibile (documentaire)
- 2007 : Valzer